# Oreoleuciscus humilis
Oreoleuciscus humilis es una especie de peces de la familia de los
Cyprinidae en el orden de los Cypriniformes.

## Morfología
- Los machos pueden llegar alcanzar los 20 cm de longitud total.[1][2]

## Hábitat
Es un pez de agua dulce y de clima templado.10 °C-18 °C).

## Distribución geográfica
Se encuentra en Eurasia: Mongolia y Rusia.